# James Carver
James Carver (* 15. August 1969 in Farnborough, London) ist ein britischer Politiker der UK Independence Party.

## Leben
Carver besuchte das St. John Rigby RC College und das Orpington College. 1996 wurde er in der UK Independence Party aktiv. Im Mai 2014 wurde Carver in das Europäische Parlament gewählt. Als Abgeordneter ist er dort Mitglied im Ausschuss für auswärtige Angelegenheiten.
Carver ist seit 2009 verwitwet. 